# Andrea Doria (D 553)
L'Andrea Doria è un'unità della Marina Militare della classe Orizzonte contraddistinto dalla sigla D 553 in quanto cacciatorpediniere lanciamissili (o "incrociatore antiaereo") secondo la classificazione NATO.

## Storia
La costruzione della nave è iniziata il 19 luglio 2002 presso il cantiere di Riva Trigoso con la cerimonia del taglio della prima lamiera.
Il primo ufficiale della Marina Militare in tabella è stato il TV (GN) Gianni Labori, designato direttore di macchina, "imbarcato" il 4 dicembre 2004.
Dopo il varo, il primo nel mondo effettuato su carrelli per una nave di dimensioni simili, avvenuto il 15 ottobre 2005, la nave nel gennaio 2006 è stata trasferita grazie ad una enorme chiatta progettata dalla stessa Fincantieri denominata Atlante negli stabilimenti Fincantieri di Muggiano per l'allestimento finale.
Nell'ottobre 2006 sono iniziate le prove in mare.

### Entrata in servizio
La consegna alla Marina Militare è avvenuta a Genova il 22 dicembre 2007 coll'alzata sul pennone dell'unità della bandiera della Marina.
Il primo comandante è stato il CV Giuseppe Berutti Bergotto ed il primo direttore di macchina è stato il CC (GN) Gianni Labori.
Nel novembre 2008 il Doria si è recato a Tolone per condurre un'esercitazione con il gemello francese Forbin e un'altra nave AA francese.
Nel gennaio 2009 ha presenziato a Messina alla commemorazione del centenario del terremoto che nel 1908 distrusse la città. Alla cerimonia hanno partecipato anche gli incrociatori Moskva della Marina Militare russa, la prima forza organizzata giunta a soccorrere la città, il Leyte Gulf della US Navy e il pattugliatore Spica della Marina Militare.
Dopo aver proseguito i collaudi, riguardanti i sistemi di comando, controllo e comunicazione, ha conseguito la piena operatività nel giugno 2009, dopo che il 5 maggio nelle acque di La Spezia aveva preso parte insieme alla gemella Caio Duilio e le sorelle francesi Forbin e Chevalier Paul ad un'esercitazione congiunta tra le Orizzonte italiane e francesi.

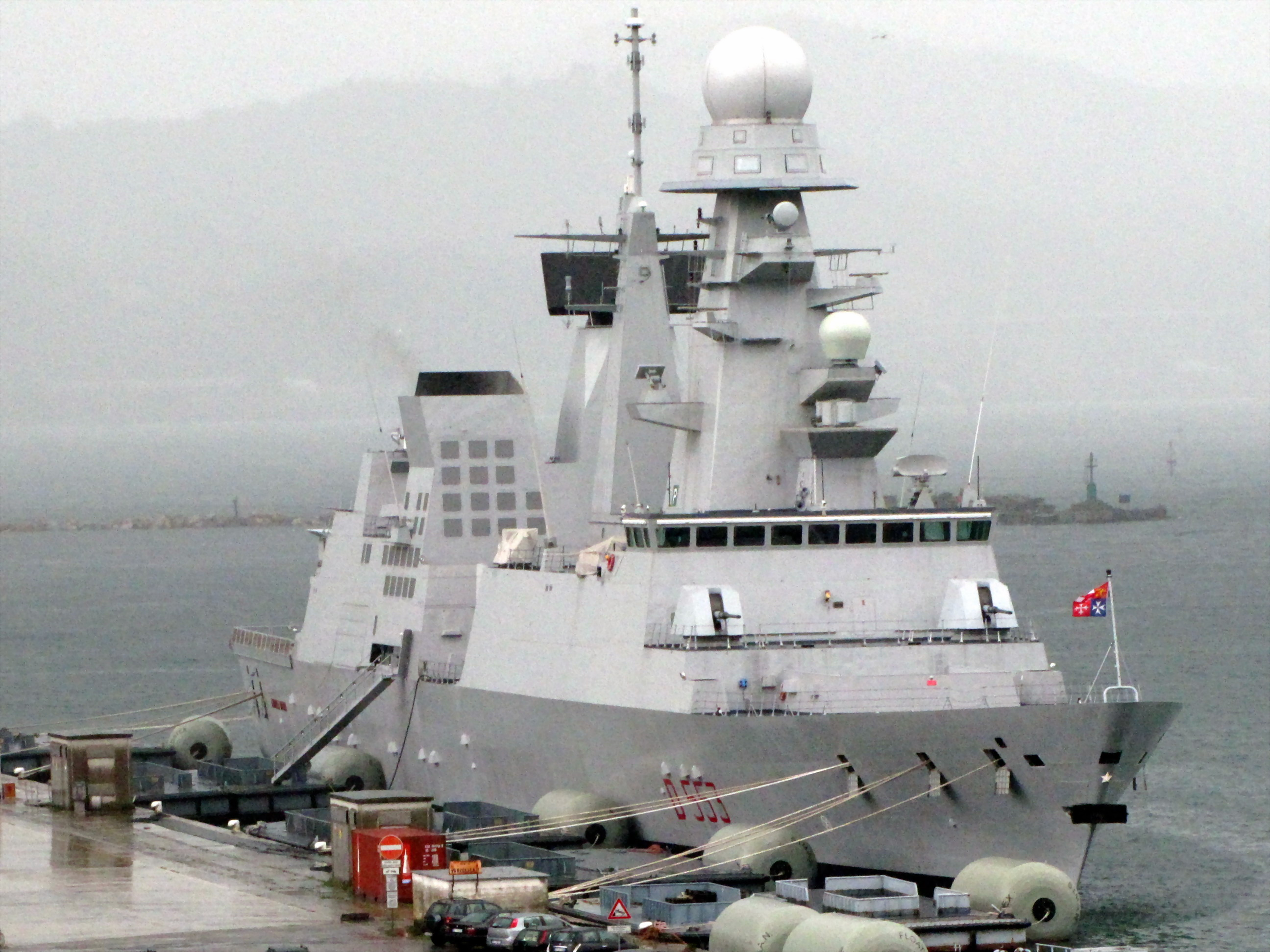
La nave ormeggiata a La Spezia

All'inizio del 2010 al comando del CV Giacinto Ottaviani ha preso parte in Atlantico alla campagna navale "Tucano 2010". La nave, partita dal porto di La Spezia il 21 gennaio nel corso della campagna navale ha percorso 14.250 miglia per un totale di 1.100 ore di moto effettuando soste nei porti di Las Palmas nelle Canarie, Recife, Rio de Janeiro e Salvador de Bahia in Brasile, Dakar in Senegal e Casablanca in Marocco svolgendo esercitazioni con le marine dei porti visitati, rientrando il 10 aprile nella base navale di La Spezia. Obiettivo della campagna navale era quello di rafforzare la cooperazione con le Marine dei vari paesi, mediante attività addestrative congiunte allo scopo di contribuire alla sorveglianza marittima per il contrasto dei fenomeni illeciti, rappresentare l'industria nazionale della difesa e sostenere l'attività diplomatica italiana all'estero. Nel corso della campagna navale, dal 20 al 25 marzo, la nave ha condotto nel Golfo di Guinea un'intensa attività addestrativa con unità navali statunitensi.
La nave ha ricevuto la bandiera di combattimento nel porto di Genova il 13 ottobre 2010 nel corso di una cerimonia alla presenza del capo di stato maggiore della Difesa, generale Vincenzo Camporini, del capo di stato maggiore della Marina Militare, ammiraglio di squadra Bruno Branciforte, e del sindaco di Genova, Marta Vincenzi che ha consegnato il vessillo al capitano di vascello Fabrizio Cerrai Comandante dell'unità.
Il 19 marzo 2011, in occasione della crisi libica, la nave è stata schierata nel canale di Sicilia per proteggere il territorio italiano e le altre unità presenti in zona da eventuali attacchi aerei o missilistici da parte della Libia, rientrando il 25 aprile a Taranto.
Il 6 giugno 2011 la nave ha assunto il ruolo di nave comando SNMG1 e il 14 giugno è salpata dal porto di Taranto per fare rotta verso Gibuti da dove ha operato per quasi sei mesi nelle acque del Golfo di Aden e dell'Oceano Indiano, in qualità di nave comando della Task Force 508, nell'ambito dell'operazione Ocean Shield impiegata nella lotta contro la pirateria allo scopo di garantire la libertà del traffico marittimo. Prima della partenza, l'equipaggio è stato salutato nel corso di una cerimonia cui hanno presenziato il comandante in capo della Squadra Navale ammiraglio Luigi Binelli Mantelli e il contrammiraglio Gualtiero Mattesi comandante dello Standing Nato Maritime Group 1. Nel suo viaggio verso la zona delle operazioni la nave il 18 giugno ha attraversato per la prima volta nel corso della sua vita operativa il canale di Suez.
Nel corso dell'Operazione Ocean Shield, in occasione di una sosta a Gibuti il contrammiraglio Gualtiero Mattesi, comandante del gruppo navale SNMG1 e della Task Force 508, è stato ricevuto dal colonnello Abdourrahman Aden Cher, comandante delle forze navali di Gibuti e nel corso di questo incontro i due alti ufficiali hanno siglato un accordo che prevede la presenza, a bordo delle unità italiane in mare, di un ufficiale delle forze armate di Gibuti in qualità di linguista per la durata dell'operazione. L'iniziativa è la prima del genere in ambito NATO. Al termine dell'incontro il Colonnello Cher si è recato in visita a bordo dell'Unità, dove è stato ospite per un pranzo di rappresentanza.
Il 7 settembre 2011 l'elicottero EH 101, imbarcato a bordo dell'unità navale è stato oggetto di un attacco da terra da parte dei pirati somali. L'elicottero si trovava in perlustrazione nelle acque prospicienti le coste della Somalia nei pressi di Chisimaio a circa 400 chilometri a sud di Mogadiscio, per acquisire informazioni sui movimenti di battelli sospetti di azioni contro il traffico mercantile in transito nella zona e intorno alle 6.30 è stato colpito da colpi di armi da fuoco, che hanno causato una perdita di carburante costringendo l'aeromobile a rientrare a bordo dell'unità navale per verificare i danni subiti e per le necessarie verifiche tecniche. L'equipaggio dell'aeromobile non ha riportato danni.
Il 21 settembre l'equipaggio della nave è intervenuto per trarre in salvo i 26 membri dell'equipaggio del mercantile cipriota Pacific Express, attaccato e dato alle fiamme dai pirati.
Dal 30 settembre al 4 ottobre la nave ha effettuato una sosta a Port Victoria dove il 1º ottobre alla presenza del comandante in capo della Squadra Navale, ammiraglio di squadra Luigi Binelli Mantelli in visita all'unità, si è svolta la cerimonia del cambio di comando tra il capitano di vascello Fabrizio Cerrai ed il capitano di vascello Domenico Guglielmi. In occasione di tale visita l'ammiraglio Gualtiero Mattesi, comandante dello SNMG1, ed il comandante dell'Unità hanno incontrato il presidente della Repubblica delle Seychelles James A. Michel, presenti anche il ministro degli esteri ed il segretario di Stato. Nel corso dell'incontro il presidente Michel ha espresso la ferma volontà di cooperare con i propri mezzi con le marine che effettuano attività antipirateria e di salvaguardia della sicurezza dei traffici marittimi, impegnandosi nella firma di un accordo bilaterale con l'Italia per il transito e la permanenza temporanea a Port Victoria dei Nuclei militari di protezione (NMP) italiani impiegati per proteggere le unità mercantili italiane.
L'11 ottobre la nave ha coordinato l'azione di recupero del mercantile italiano Montecristo che aveva sei italiani tra i membri dell'equipaggio ostaggio dei pirati.
Il 22 novembre 2011 l'Unità è stata nuovamente impegnata in uno scontro a fuoco -senza feriti- a sud della località di Galgudud nei pressi di Nogal, sempre in Somalia dove il personale dell'Unità, imbarcato sui gommoni, ha risposto al fuoco proveniente da un'imbarcazione sospetta e da terra.
Il 26 novembre ha fornito assistenza tecnica al mercantile Rosalia D'Amato liberata dai pirati somali che ha permesso alla nave di lasciare il bacino somalo e rimpatriare il proprio equipaggio.
Il 7 dicembre 2011, dopo sei mesi di attività in Oceano Indiano e al largo delle coste della Somalia per contrastare il fenomeno della pirateria, la nave è stata sostituita nell'ambito dell'Operazione Ocean Shield dalla fregata Grecale cedendo contemporaneamente il comando dell'operazione Ocean Shield alla fregata turca Giresun sede di comando dello Standing Nato Maritime Group 2 (SNMG2). I due gruppi navali si alternano ogni sei mesi al comando dell'operazione antipirateria.
Durante il suo impiego nell'Operazione Ocean Shield la nave ha percorso circa 40000 miglia nautiche (pari a circa due volte il giro del mondo), effettuando controlli a bordo di oltre 400 mercantili. Complessivamente, durante il periodo di comando dell'ammiraglio Mattesi, la task-force navale antipirateria ha trascorso più dell'85% del tempo in mare, controllando complessivamente più di 1500 mercantili.
Nel 2013, nel mese di febbraio, Nave Doria ha partecipato, alla MECO (Mise En Condition Operationale) della “sorella” francese Forbin. L’attività si è svolta nel golfo del Leone e nel Mar di Corsica ed è stata caratterizzata da molteplici eventi addestrativi volti al miglioramento delle capacità di reazione dell’unità e dell’intero equipaggio.
Lunedì 2 settembre 2013 la nave è salpata dal porto di Taranto dirigendosi verso le coste libanesi a causa dell'imminente intervento americano in Siria. Scopo della missione è tutelare le truppe Italiane della forza UNIFIL in caso di allargamento del conflitto.
Dopo un mese dall’arrivo nell’area di operazioni, la Nave è stata inserita nella Maritime Task Force di UNIFIL (l’equipaggio si è così potuto fregiare del basco blu delle Nazioni Unite), con il compito di contribuire all’applicazione e al rispetto di quanto sancito dalla Risoluzione 1701 del Consiglio di Sicurezza dell’ONU, ovvero assistere il Governo libanese nell’esercizio della propria autorità su tutto il territorio, controllo dei confini, prevenzione di traffici illeciti e, allo stesso tempo, garantire che nell’area, quella marittima in particolare, non siano utilizzate armi per operazioni ostili di nessun tipo ed, infine, assicurare protezione al personale e alle strutture delle Nazioni Unite.
A metà del 2014 l’Unità è stata designata quale flagship della Missione Europea navale di anti-pirateria “Atalanta”, nelle aree del Corno d'Africa e del Golfo di Aden. Il 22 luglio 2014 l’Unità ha mollato gli ormeggi per raggiungere le coste somale con il delicato incarico di contrastare il fenomeno della pirateria nel Golfo di Aden e nel Bacino somalo, e di consentire al Comandante della Task Force marittima (CTF 465), ed al suo Staff imbarcato, di esercitare il comando dei mezzi navali ed aerei organici, operanti nella vasta area di operazione. Al termine dell'Operazione durata sette mesi, l'Unità ha partecipato all'IDEX 2015 nella città di Abu Dhabi.
Il 26 ottobre 2015 la nave ha effettuato, nelle acque del nord Atlantico, il primo lancio missilistico di esercizio di un ASTER 30 condotto da una unità italiana in un poligono straniero, in occasione della partecipazione all’esercitazioni Joint Warrior 15-2 e At Sea Demonstration 2015.
La partecipazione all'Operazione Mare Sicuro ha caratterizzato l'attività principalmente svolta negli anni 2016-17 ed il primo semestre 2018.

## Nome

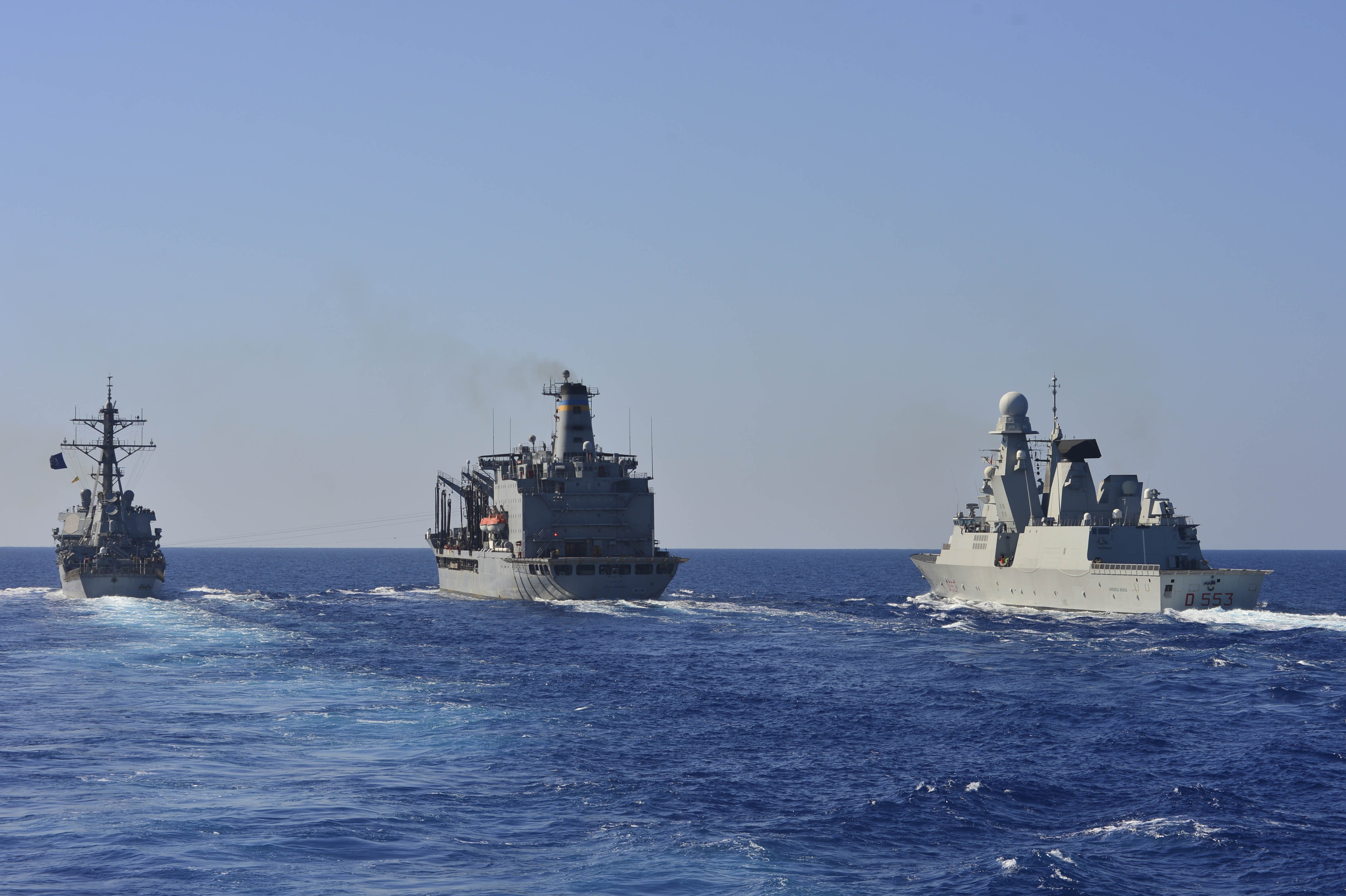
Andrea Doria (DD 553) si avvicina al USNS Leroy Grumman (T-AO 195) per un pieno di carburante.

La nave porta il nome dell'ammiraglio e uomo di stato genovese Andrea Doria.
Il motto della nave è Altius tendam ("Miro sempre più in alto").
In precedenza altre tre navi della marina italiana avevano portato il nome Andrea Doria. La prima era una corazzata pre-dreadnought che aveva prestato servizio nella Regia Marina dal 1891 al 1911. La nave, costruita all'Arsenale di La Spezia, varata nel 1885 ed entrata in servizio nel 1891, nel 1895 fece parte della formazione navale che partecipò all'inaugurazione del Canale di Kiel. Posta in disarmo il 1º maggio 1911 venne utilizzata a Taranto come nave caserma fino al 1915 quando, scoppiata la prima guerra mondiale venne trasferita a Brindisi e adibita a difesa costiera venne denominata pontone GR 104 all'entrata in servizio di una nuova corazzata battezzata con lo stesso nome. Al termine della guerra nel 1919 venne radiata definitivamente.
La seconda era una nave da battaglia costruita anche questa all'Arsenale di La Spezia che entrata in servizio nel 1916, venne radiata nel 1956 dopo essere stata ricostruita tra il 1937 e il 1940 negli stabilimenti dei Cantieri Riuniti dell'Adriatico di Trieste.
Successivamente il nome Andrea Doria verrà dato ad un incrociatore lanciamissili entrato in servizio negli anni sessanta ed andato in disarmo nel 1992, costruito come l'attuale cacciatorpediniere nel cantiere di Riva Trigoso. A questa unità, in un ideale passaggio di consegne e di testimone morale e storico, il 3 agosto 1964, venne consegnata la bandiera di combattimento a nome dell'equipaggio dell'Andrea Doria andato in disarmo nel 1956.